# Musée historique allemand
Pour les articles homonymes, voir DHM.
 (avril 2013).

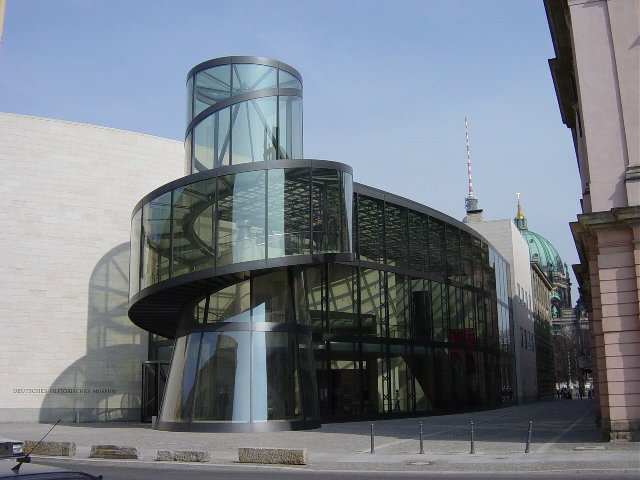
Entrée du bâtiment d’exposition construit dans les années 2000 par I.M. Pei

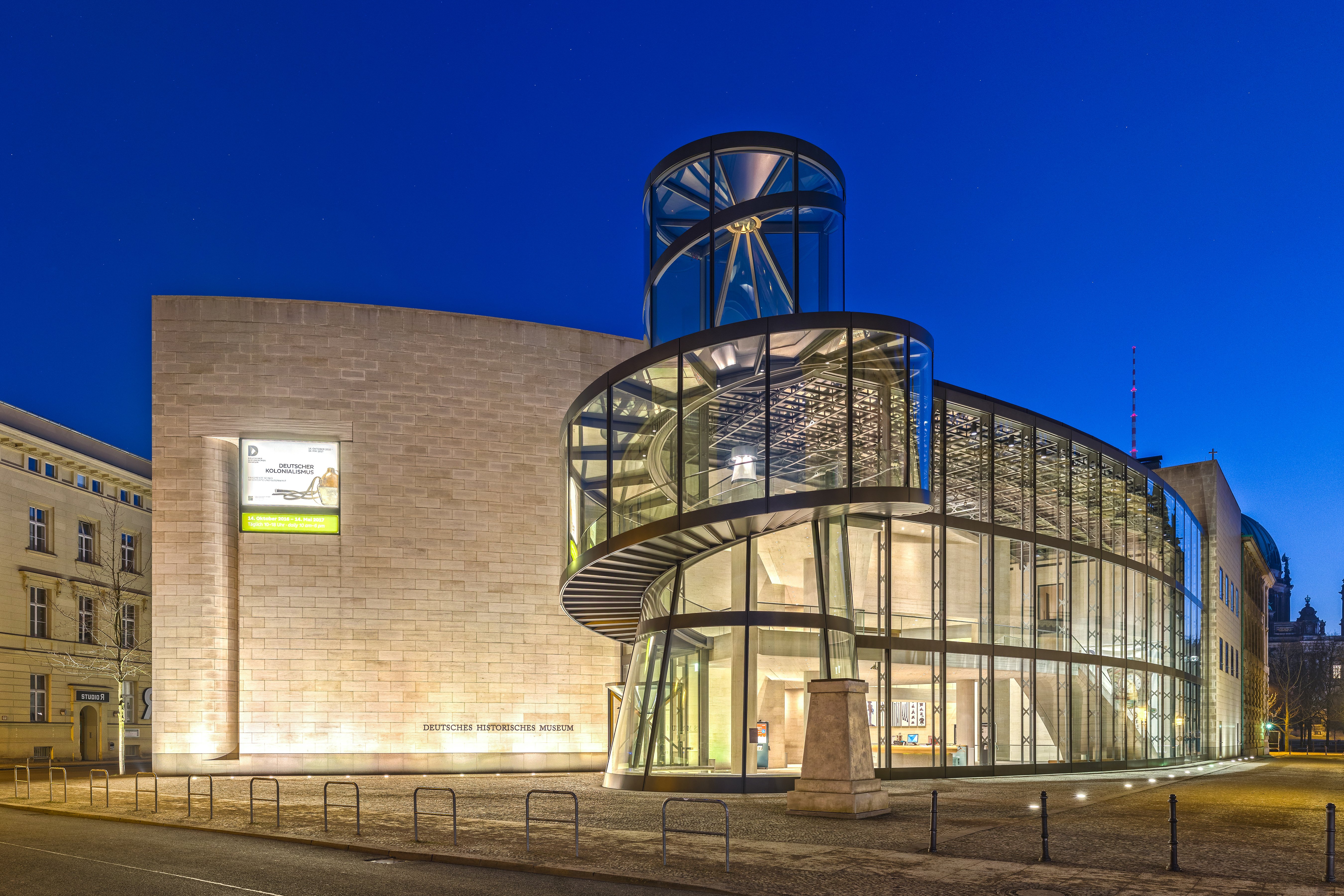
Entrée du bâtiment d’exposition la nuit, en janvier 2017.

Le Musée historique allemand (Deutsches Historisches Museum, DHM) est un musée créé en 1987 à Berlin-Ouest par la République fédérale d’Allemagne et consacré à l’histoire de l’Allemagne. C’est l’un des musées les plus visités de Berlin. Il est installé à l'extrémité orientale de l’avenue Unter den Linden, no 2, face au palais du Kronprinz et de la Alte Kommandantur. 

## Historique

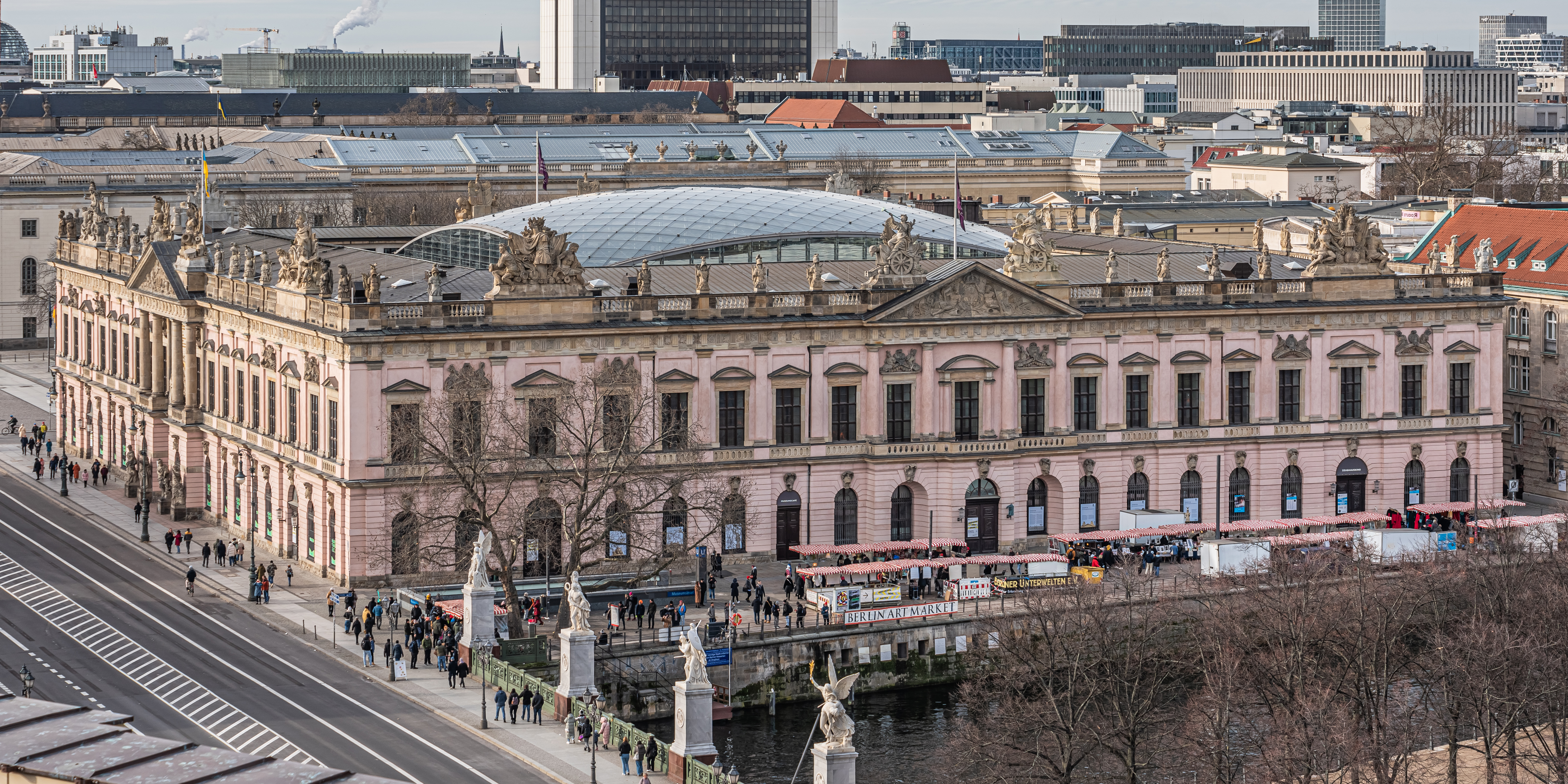
Vue aérienne du musée.

À partir de 1952, de nombreuses personnalités politiques proposent l'idée d'un musée consacré à l'histoire de l'Allemagne. Tandis que l'Allemagne tout comme sa capitale sont encore divisés la création du musée est décidée par Helmut Kohl à l'occasion du 750e anniversaire de la fondation de Berlin célébrée en 1987.
Le musée est installé depuis les années 2000 dans les bâtiments de l’ancien arsenal de Berlin construit sous le roi de Prusse Frédéric Ier entre 1695 et 1706. Ses bâtiments forment le plus vaste ensemble d'architecture baroque de la ville. 
Le jour de la  réunification allemande le 3 octobre 1990, le gouvernement fédéral transfère au DHM les collections et le siège du « musée de l’Histoire allemande » (Museum für deutsche Geschichte) fondé par la République démocratique allemande.
En 2003 s'y adjoint un nouveau bâtiment d’exposition conçu par l’architecte sino-américain Ieoh Ming Pei.
En octobre 2010 a lieu l'exposition « Hitler et les Allemands, la communauté nationale et les crimes » (Hitler und die Deutschen Volksgemeinschaft und Verbrechen). Pour la première fois depuis la Seconde Guerre mondiale les Allemands abordaient dans une exposition la difficile question de leurs rapports avec le Führer. Signe que ce sujet pouvait maintenant être abordé avec le recul nécessaire.
En octobre 2012, le musée, après huit ans de procédure, restitue 4 344 affiches aux héritiers d'Hans Sachs.

### Encyclopédie en ligneLeMO
Le musée produit, en collaboration avec la maison de l’Histoire de la République fédérale d’Allemagne, une encyclopédie en ligne de l’histoire de l’Allemagne depuis 1871, appelée LeMO (Lebendiges Museum Online ou « musée vivant en ligne »), qui propose 30 000 articles et 165 000 images et documents multimédias.